# Клоково (Глинковский район)
Кло́ково   — деревня  в  Смоленской области России,  в Глинковском районе. Население – 28 жителей (2007 год)  .  Расположена в центральной части области  в 2 км к северо-западу от села Глинка,  в 15 км севернее  автодороги Р96 Новоалександровский(А101)- Спас-Деменск — Ельня — Починок.  В 2 км западнее деревни находится железнодорожная станция «Клоково» на линии Смоленск  - Сухиничи. Входит в состав Глинковского сельского поселения.

## История
В годы Великой Отечественной войны деревня была оккупирована гитлеровскими войсками в июле 1941 года, освобождена в ходе Ельнинско-Дорогобужской операции в 1943 году.